# СДЮСШОР «Десна»
СДЮСШОР «Десна» — українська спортивна школа, яка спеціалізується на футболі зі статусом олімпійського резерву, базується в Чернігові. Школа є юнацькою академією чернігівської «Десни», головного клубу міста.

## Історія

### Заснування
Клуб, створений як школа, є юнацькою академією чернігівської «Десни», головним клубом міста. У Чернігівській області проводився Всеукраїнський дитячий футбольний турнір, переможці якого відвідали матч Україна – Франція (13 серпня), також у Чернігові проводився Всеукраїнський дитячий футбольний турнір під егідою Асоціації «Україна – наш дім» Чернігівської області. Змагання проходили у трьох вікових категоріях: до 10 років, 11–14 років та 15–18 років. Турнір стартував у Чернігові у п’ятницю, 13 серпня, у молодшій віковій категорії. Перед початком змагань відбулося урочисте відкриття, на якому футболістів та вболівальників привітали організатори турніру. Першого дня за перемогу боролися чотири дитячі команди СДЮШОР «Десна», «Юність» (Чернігів), ДЮСШ (Прилуки) та ФК «Чернігів». За результатами ігор у молодшій віковій групі перемогла команда чернігівської «Юності». Друге місце посіла команда ФК «Чернігів», а бронзовим призером стала ДЮСШ (Прилуки). Після офіційної церемонії нагородження учасники та гості змагань відвідали Музей історії футболу Чернігівської області з виставкою про найвідомішого випускника СДЮШОР «Юність» – Андрія Ярмоленка. 14 серпня на футбольних полях прилуцької ДЮСШ відбулися матчі 2-го ігрового дня у старшій віковій групі. За результатами змагань золоті нагороди здобула команда ФК «Десна», срібну – команда ДЮСШ «Прилуки-1», «бронзу» – ДЮСШ «Прилуки-2». У рамках заключного ігрового дня у Прилуках відбулися матчі у віковій категорії 11-14 років. Переможцем стала команда ДЮСШ «Прилуки-2», срібні медалі виборола ФК «Юність», а бронзу – ДЮСШ «Прилуки-1». Окрім кубків та медалей, кожна з команд-переможців матиме можливість у вересні відвідати відбірковий матч Чемпіонату світу з футболу 2022 року – Україна – Франція на столичному НСК «Олімпійський», а також матчі хокейної Ліги чемпіонів.

### Виїзд до Хорватії
11 травня 2022 року вихованці СДЮШОР «Десна» з Чернігова виїхали з ДЮСШ Чернігова до Хорватії, у Спліт. За кордоном юні спортсмени отримають комфортні умови проживання, підтримки здоров’я та зайняття футболом. Керівництво школи висловило подяку президенту УАФ Андрію Павелку та голові обласної футбольної асоціації Геннадію Прокоповичу за організацію поїздки. Від'їзду також сприяв колишній гравець донецького «Шахтаря» та національної збірної Хорватії Дарійо Срна з клубами Прем'єр-ліги та Першої ліги. Президент «Десни» Володимир Левін на своїй сторінці у Facebook повідомив, що юні футболісти «Десни», які до війни тренувалися в ДЮСШ «Десна», зараз перебувають у хорватському Спліті. Більше того, тепер діти мають можливість продовжити навчання, – зазначив керівник. Також Володимир Левін наголошує, що всі гравці були забезпечені спортивною формою – від тренувань до матчів. Нові набори виробництва Joma отримали 46 учнів Десни та 6 з Юності. Серед найближчих планів ДЮСШ «Десна» – участь юних футболістів у змаганнях у Хорватії.

## Стадіон та тренувальна база
Команда академії «Десни» грає в Олімпійському спортивному навчальному центрі «Чернігів» (колишній стадіон імені Юрія Гагаріна). Стадіон у Чернігові побудований у 1936 році на 3000 глядачів у східній частині міського парку (саду), який заснований з 1804 року й де раніше була резиденція Чернігівських архієпископів. Під час Другої світової війни чернігівський стадіон сильно пошкодили і в 1950-х роках був повністю реконструйований, у тому числі й стіни стадіону та дві трибуни на 11 тис. глядачів. У 1961 році отримав ім'я російського радянського космонавта Юрія Гагаріна. Тут також грає основна команда «Десна» (Чернігів).

## Відомі гравці
Андрій Ярмоленко – один із найвідоміших гравців, який закінчив у Чернігові спочатку СДЮШОР «Десна», а потім — ДЮСШ «Юність».

## Тренери
- 2015: Артем Падун[6]
- 2020: Володимр Мацута[7][8]